# Polysphaeria cleistocalyx
Polysphaeria cleistocalyx är en måreväxtart som beskrevs av Bernard Verdcourt. Polysphaeria cleistocalyx ingår i släktet Polysphaeria och familjen måreväxter.

## Underarter
Arten delas in i följande underarter:
- P. c. cleistocalyx
- P. c. pedunculata